# باولو فوساتي
باولو فوساتي (بالإيطالية: Paolo Fossati)‏ هو مؤرخ الفن إيطالي، ولد في 1938 في أريتسو في إيطاليا، وتوفي في 1998 في تورينو في إيطاليا.